# Liocranum
Liocranum – rodzaj pająków z rodziny obniżowatych.
Pająki te odznaczają się prosomą o szerokiej części głowowej. W widoku od przodu oczy przednio-środkowej pary leżą nieco niżej niż pary przednio-bocznej, a oczy pary tylno-środkowej wyżej niż oczy pary tylno-bocznej. Oczy tylno-środkowe są mniejsze niż pozostałe. Wysokość nadustka jest mniej więcej równa wysokości oczu przednio-środkowej pary. Szczękoczułki mają na przedniej krawędzi dwa zęby, jeden ząbek i jeden rządek gęstych szczecinek, a na tylnej dwa zęby. Warga dolna jest prawie tak długa jak szeroka. Szczęki są dwukrotnie dłuższe niż szerokie. Wydłużone sternum nie sięga między biodra czwartej pary odnóży. Odnóża kroczne dwóch początkowych par mają po cztery pary kolców na spodnich powierzchniach goleni i po jednej parze długich kolców na spodzie nadstopiów.
Rodzaj ten wprowadzony został w 1866 roku przez Ludwiga C.C. Kocha. Dotychczas opisano 14 gatunków:
- Liocranum apertum Denis, 1960
- Liocranum concolor Simon, 1878
- Liocranum erythrinum (Pavesi, 1883)
- Liocranum freibergi Charitonov, 1946
- Liocranum giersbergi Kraus, 1955
- Liocranum inornatum (L. Koch, 1882)
- Liocranum kochi Herman, 1879
- Liocranum majus Simon, 1878
- Liocranum nigritarse L. Koch, 1875
- Liocranum perarmatum Kulczyński, 1897
- Liocranum pulchrum Thorell, 1881
- Liocranum remotum Bryant, 1940
- Liocranum rupicola (Walckenaer, 1830) – obniż
- Liocranum segmentatum Simon, 1878

Rodzaj głównie palearktyczny. Ponadto dwa gatunki znane są z Etiopii i po jednym z Kuby i Nowej Gwinei. W Polsce występuje tylko L. rupicola (zobacz: obniżowate Polski).